# Wenera 6
Wenera 6 (ros. Венера) – trzecia udana radziecka sonda kosmiczna przeznaczona do badania Wenus, o budowie analogicznej do Wenery 5.

## Przebieg i rezultaty misji
Wenera 6 została wystrzelona 10 stycznia 1969 z kosmodromu Bajkonur w Kazachskiej SRR, pięć dni po Wenerze 5. Do Wenus dotarła 17 maja tego samego roku (dzień po Wenerze 5). Sonda posiadała lądownik o masie 405 kg, który dokonał bezpośrednich pomiarów w atmosferze planety. Aparatura badawcza lądownika została włączona na wysokości około 50 km nad średnim poziomem gruntu. Pomiar temperatury i ciśnienia odbył się praktycznie na takim samym poziomie atmosfery jak w przypadku Wenery 5. W przypadku Wenery 6 ostatnia zarejestrowana wartość (27 atm) odpowiadała wysokości tylko 10-12 km. Świadczyło to o dużych różnicach wzniesień terenu, dochodzących do kilkunastu km. Uzyskano również podobne wartości składu atmosfery. Lądownik uległ zniszczeniu na wysokości 10-12 km.